# Утка Хартлауба
Утка Хартлауба (лат. Pteronetta hartlaubii) — вид водоплавающих птиц из семейства утиных. Представляет собой утку африканских лесов тёмно-каштановые цвета. Утка Хартлауба не является представителем «типичных» речных уток.
Анализ последовательностей ДНК позволяет предположить, что он принадлежит к другому африканскому виду водоплавающих и околоводных птиц в условиях неопределённости сходства. Эта птица названа в честь немецкого натуралиста Густава Хартлауба.

## Внешний вид
Утка Хартлауба достигает в длину 56—58 сантиметров. Самки весят в среднем чуть менее 800 граммов, самцы чуть менее 1 кг. Размеры тела Утки Хартлауба примерно соответствуют крякве.

## Распространение
Утка Хартлауба распространена в тропических лесах Западной и Центральной Африки.
Она обитает от Сьерра-Леоне на западе Африки до Судана на юго-западе.
Распространение в настоящее время разделено на два не пересекающихся больших ареала.
Западноафриканских особей, вероятно, меньше, чем 1000. Снижение численности особенно заметно в Гане.
Количество особей, проживающее в Центральной Африке, около 10000—50000.
В Камеруне, Республике Конго, Габоне, Демократической Республике Конго, в лесных районах их по-прежнему довольно много. В Нигерии их численность сравнима с Ганой.
В Судане этот вид также встречается относительно редко.